# Острво дана пређашњег
Острво дана пређашњег (итал. L'isola del giorno prima) историјски је роман италијанског писца Умберта Ека оригинално објављен 1994. године. Радња романа одвија се у 17. веку, а главна тема је историјска потрага за тајном гринича. Главни протагонист је Роберто дела Грива, италијански племић на насуканом напуштеном броду у Тихом океану. Роман описује његово споро ментално пропадање са повременим бљесцима барокне науке, метафизике и космологије. Роман се надовезује на пређашња Екова дела, а у једном примеру спомиње се главни заплет Ековог првог романа Име руже.

## Синопсис
Главни јунак, Роберто дела Грива, једини је преживели на насуканом броду после бродолома у луци кроз коју пролази, како се сам убеђује, међународна датумска граница. Иако може да види копно, његово неумеће у пливању оставља га насуканог на броду и он почиње да се присећа свог живота и љубави. Постаје опседнут својим злим братом близанцем, који је одвојен од свога ја кроз процес присећања кроз ефекат двојника, и оптужује га за све лоше што му се десило у животу. Ту спадају првенствено сви лоши избори и животна разочарања. Кроз ова присећања, он постаје убеђен да ће сви проблеми нестати оног тренутка кад дође на копно. Цела прича испричана је из угла модерног уредника који је разврставао пишчев рукопис. Како су радови били сачувани и како су дошли до уредника остаје само нагађање.